# Omid Ebrahimi
Omid Ebrahimi Zarandini (pers. امید ابراهیمی; ur. 16 września 1987 w Zarandin-e Sofla) – irański piłkarz grający na pozycji defensywnego pomocnika. Od 2014 roku jest zawodnikiem klubu Esteghlal Teheran.

## Kariera piłkarska
Swoją karierę piłkarską Ebrahimi rozpoczął w 2004 roku w klubie Shahrdari Neka. W 2006 roku został piłkarzem Bank Melli Teheran, w którym grał do końca sezonu 2008/2009. Latem 2009 przeszedł do Shahrdari Bandar Abbas, występującego w Azadegan League (II poziom rozgrywkowy). W 2010 roku został zawodnikiem Sepahanu Isfahan. Swój debiut w nim zaliczył 27 lipca 2010 w zremisowanym 1:1 domowym meczu z Rahem Ahan Teheran. W sezonach 2010/2011 i 2011/2012 wywalczył dwa tytuły mistrza Iranu. Z kolei w sezonie 2012/2013 zdobył Puchar Iranu.
W 2014 roku przeszedł do Esteghlalu Teheran. Zadebiutował w nim 31 lipca 2014 w zwycięskim 2:1 wyjazdowym meczu z Rahem Ahan. W sezonie 2016/2017 wywalczył wicemistrzostwo kraju, a w sezonie 2017/2018 zdobył krajowy puchar.
| Sezon   | Klub                   | Kraj | Rozgrywki       | Mecze | Gole |
| ------- | ---------------------- | ---- | --------------- | ----- | ---- |
| 2006/07 | Bank Melli Teheran     | Iran | III liga        | ?     | ?    |
| 2007/08 | Bank Melli Teheran     | Iran | III liga        | ?     | ?    |
| 2008/09 | Bank Melli Teheran     | Iran | III liga        | ?     | ?    |
| 2009/10 | Shahrdari Bandar Abbas | Iran | Azadegan League | 26    | 6    |
| 2010/11 | Sepahan Isfahan        | Iran | Iran Pro League | 26    | 0    |
| 2011/12 | Sepahan Isfahan        | Iran | Iran Pro League | 32    | 6    |
| 2012/13 | Sepahan Isfahan        | Iran | Iran Pro League | 32    | 8    |
| 2013/14 | Sepahan Isfahan        | Iran | Iran Pro League | 28    | 4    |
| 2014/15 | Esteghlal Teheran      | Iran | Iran Pro League | 28    | 9    |
| 2015/16 | Esteghlal Teheran      | Iran | Iran Pro League | 28    | 10   |
| 2016/17 | Esteghlal Teheran      | Iran | Iran Pro League | 28    | 7    |
| 2017/18 | Esteghlal Teheran      | Iran | Iran Pro League | 24    | 2    |

## Kariera reprezentacyjna
W reprezentacji Iranu Ebrahimi zadebiutował 9 grudnia 2012 roku w zremisowanym 0:0 meczu Mistrzostw Azji Zachodniej 2012 z Arabią Saudyjską, rozegranym w Kuwejcie. W 2015 roku został powołany do kadry Iranu na Puchar Azji 2015. Na tym turnieju był rezerwowym i nie wystąpił w żadnym spotkaniu. W 2018 roku powołano go do kadry na Mistrzostwa Świata w Rosji.